# Max Rendschmidt
Pour les articles homonymes, voir Rendschmidt.
Max Rendschmidt est un kayakiste allemand né le 12 décembre 1993. Il a remporté avec Marcus Gross la médaille d'or en K2 1000 mètres aux Jeux olympiques d'été de 2016 à Rio de Janeiro.